# Zagaje (województwo małopolskie)
Zagaje – wieś w Polsce położona w województwie małopolskim, w powiecie krakowskim, w gminie Iwanowice.
W latach 1975–1998 miejscowość należała administracyjnie do województwa krakowskiego.